# 芹澤克彦
芹澤 克彦（せりざわ かつひこ、1978年9月28日 - ）は、静岡県出身の競艇選手。登録番号3990。身長154cm。血液型A型。83期。同期に茶谷信次、重野哲之、永井聖美らがいる。

## 来歴
- 1998年11月19日、津競艇場でデビュー。
- 2005年1月25日、宮島競艇場での新鋭王座決定戦競走にG1初出場。1月30日、G1初勝利。
- 2007年11月6日、蒲郡競艇場での「中京スポーツ杯争奪 第22回蒲郡ボートキング決定戦」で初優勝。
- 2009年8月9日、蒲郡競艇場での「第8回蒲郡サマーグランプリ」で2度目の優勝。
- 2009年10月12日、津競艇場での「津グランプリシリーズ第5戦」で3度目の優勝。
- 2009年11月15日、鳴門競艇場での「第3回徳島綜合警備保障杯」で4度目の優勝。
- 2010年5月18日、浜名湖競艇場での「ボートピア岩間6周年記念 茨城放送杯」で5度目の優勝。